# Julia Nunes
Julia Nunes (Fairport, 3 de janeiro de 1989) é uma cantora e compositora norte-americana. Foi através do Youtube que a sua carreira progrediu, os seus vídeos de canções pop no YouTube, no qual ela canta (emprega nas suas músicas a sua voz como segunda voz - ou voz do coro) e toca guitarra, escaleta e um Bushman Jenny ukulele. E foi a atuar com a ukulele que ela ganhou o primeiro prêmio na competição de vídeo Bushman World Ukelele de 2007.

## Vida pessoal
Nunes nasceu dentro de uma família de músicos em Nova Iorque. Seu pai é um pianista e um compositor de canções infantis. Um dos seus avôs foi um compositor de fado português, e o outro foi um pianista de jazz. Nunes iniciou suas aulas de piano aos 7 anos, mas não toca mais. Na sua adolescência, ela começou as aulas de guitarra. Ela começou a compor música aos 14 anos e tocar ukulele em 2005. Ela toca atualmente guitarra, escaleta e ukulele. Em seus vídeos, também já usou outros "instrumentos" como bater em uma caixa de lenço de papel com uma colher de pau, e bater nas próprias pernas. Ela tem asma "desde quando ela pode se lembrar".

## Atividades

### Vídeos do YouTube
Nunes é conhecida pelos seus vídeos no YouTube. Entre eles há músicas originais, como Into the Sunshine, bem como alguns covers de Nunes de suas bandas favoritas, tais como Say Anything, Spoon, The Beatles, The Beach Boys e outras. Suas canções originais foram destacadas na página principal do YouTube por duas vezes.
Em Good Morning America (30 de julho de 2008) Molly Ringwald disse que começou a tocar ukulele depois de ver Julia Nunes no YouTube

### 1º álbum:Left Right Wrong
Seu primeiro CD Left Right Wrong contém todas as composições originais e foi lançado no verão de 2007. Foi um lançamento independente, publicado por Junu Music (ASCAP), pelo selo Rude Butler Music Music, que é da família Nunes. Seguindo o sucesso do YouTube, a partir de Julho de 2008 Nunes organizou uma distribuição de venda para Left Right Wrong com Burnside Distribution Corporation, e o álbum pode ser adquirido em algumas fontes integradas. As doze faixas foram gravadas somente com guitarra e voz, sem os efeitos de som com características em seus vídeos no YouTube. O vídeo de sua canção "Into the Sunshine" possui mais de 2,1 milhões de visualizações no YouTube. (março de 2011)

### 2º álbum:I Wrote These
O seu segundo CD com o título "I Wrote These" foi lançado em 15 de Outubro de 2008, e novamente este álbum da Julia Nunes contém composições originais, com a excepção da Faixa número 12 "Sugar Coats", que foi escrita juntamente com um amigo músico chamado Kirk Stevens. O álbum foi publicado pela Rude Butler Records e foi gravado no Studio Arts Entertainment e no Hilltop Recording, ambos localizados em Greenwich, Nova Iorque, por Peter Kobor e Chris Roberson. O álbum tem em sua maioria faixas acústicas, mas algumas canções possuem acompanhamento, como Short and Sweet, Binoculars, Regrets, e outras mais, por uma banda completa, Todd Haviland (baixo) e Dave Harris (bateria). Os vocalistas convidados incluem Dan Gocek, Kirk Stevens e Andy Martin. Outros convidados incluem Peter Kobor (assovio) com Erin Kobor e Chris Roberson (estalar os dedos) "I Wrote These" foi masterizado por Steve Forney nos estúdios em Linden Oaks, Rochester, Nova Iorque.
Foi lançado em 15 de outubro de 2008.

### 3º álbum:Settle Down
Em de 2011, Julia Nunes lançou um projeto no site Kickstarter, um site de arrecadamento de fundos, para a produção do seu 3º álbum. Ela pediu 15 mil dólares para terminar o projeto, uma quantia razoável para um álbum que precisa de produção. Em 24 horas, ela havia atingido a marca de 19 mil dólares.
Recebendo doações que variaram de apenas um dólar até quantias superiores a $2.500, ela alcançou a marca de $77.888, mais de cinco vezes a sua meta inicial, com um total de 1.685 doadores. Dependendo da quantia doada, os fãs receberão alguns presentes em agradecimento, variando desde um download do álbum ($10), o CD autografado ($30) e camisetas exclusivas ($50) até um voicemail ($150), um show pelo skype ($250), um ukulele personalizado ($675) e até um show particular na sua casa ($2,500).
O álbum ainda não foi lançado.

### Trabalhos recentes
Julia já abriu quatro shows para um dos seus ídolos, Ben Folds, em Maio de 2008, por pedido do pianista, e cantou um dueto com ele em Abril de 2009. e atuou no Bushman Ukulele Luau em Maio de 2008, após ter vencido em 2007, o Bushman World Ukulele Video Contest. Ela recentemente atuou no The Knitting Factory, em Nova Iorque.
Em 25 de Outubro de 2008, ela abriu o show da banda For the Bacon Brothers Band na The State University de Nova Iorque em Geneseo.
Ela já participou do Bonnaroo Music Festival duas vezes, em 2009 e em 2010. Em março de 2011 ela viajou para a Tailândia para participar de um festival de ukulele, o Thailand Ukulele Festival.
Julia Nunes participou da gravação de um piloto de uma série de televisão, chamada Iceland. Ela estava tocando a música Maybe I Will durante uma cena de casamento.